# Vall de Santa Creu
|  | Aquest article tracta sobre la vall occitana. Vegeu-ne altres significats a «La Vall de la Santa Creu». |

La vall de Santa Creu, geogràficament i històrica de la Fenolleda i administrativament de l'Aude, és l'alta vall de la Bolzana, afluent de l'Aglí.
Comprèn els municipis de Montfort, Ginclà, Salvesines i la Pradella-Puillorenç. Històricament també s'inclouen el municipis veïns a la dreta de l'alta conca del riu Aude: Conòsols, Santa Coloma de Rocafort, Atsat i Sant Martí de Les.

## Geografia
La vall del riu Bolzana s'estén de sud a nord des de les serralades del Tuc Dormidor (1.843 m) i la serra d'Escales (1.724 m) fins que, passat Puillorenç, es troba amb la serralada de les Corberes i gira d'oest a est fins que es troba amb l'Aglí prop de Sant Pau de Fenollet.
Tant la vall de Santa Creu, com l'alta vall de l'Aude, unides històricament, són un conjunt d'altiplans de roques tallades en gorges i amb gran abundància de coves. Hi són abundants els boscos de faigs, pins i avets.

## Història
La vall va formar part del vescomtat de Fenollet i de la vegueria de Fenolleda. En la divisió departamental del 1790 va ser incorporada al departament de l'Aude, separada de la resta inclosa als Pirineus Orientals. Això va provocar la protesta dels seus habitants que argumentaven les relacions preferents amb el Rosselló.